# Jan Januszewicz
Jan Klemens Januszewicz (ur. 12 czerwca 1885 w Będzinie, zm. po 1934) – major piechoty Wojska Polskiego.

## Życiorys
Urodził się 12 czerwca 1885 w Będzinie, ówczesnym mieście powiatowym guberni piotrkowskiej, w rodzinie Feliksa.
W 1914 jako chorąży rezerwy armijnej piechoty został zmobilizowany do armii rosyjskiej. W czasie I wojny światowej walczył w szeregach 71 bielewskiego pułku piechoty należącego do 18 Dywizji Piechoty. Był dwukrotnie ranny (10 sierpnia 1914 i 4 lipca 1915). Wyróżnił się 20 października 1914 w walce pod wsią Gołębiów, kiedy atakując ufortyfikowaną pozycję wroga zdobył trzy działa z jaszczami. Awansował na podporucznika i porucznika.
3 grudnia 1918 został przyjęty do Wojska Polskiego z byłego I Korpusu Polskiego i byłej armii rosyjskiej, z zatwierdzeniem posiadanego stopnia majora ze starszeństwem od dnia 7 listopada 1918 i przydzielony do okręgowego piotrkowskiego pułku piechoty. W 1919 został wyznaczony na stanowisko komendanta Powiatowej Komendy Uzupełnień 54 pułku piechoty, a jego oddziałem macierzystym był 54 pułk piechoty. 15 listopada 1921 kierowana przez niego jednostka została przemianowana na Powiatową Komendę Uzupełnień Tarnopol, a obowiązki jej komendanta pełnił przez kolejnych siedem lat. W międzyczasie (3 maja 1922) został zweryfikowany w stopniu majora ze starszeństwem od 1 czerwca 1919 i 320. lokatą w korpusie oficerów piechoty. 23 grudnia 1927 został przeniesiony z 54 pp do kadry oficerów piechoty z pozostawieniem na stanowisku komendanta PKU Tarnopol. W lutym 1929 został zwolniony z zajmowanego stanowiska i oddany do dyspozycji dowódcy Okręgu Korpusu Nr VI. Z dniem 31 sierpnia tego roku został przeniesiony w stan spoczynku. W 1934, jako oficer stanu spoczynku pozostawał w ewidencji Powiatowej Komendy Uzupełnień Pińczów. Posiadał przydział do Oficerskiej Kadry Okręgowej Nr X. Był wówczas „przewidziany do użycia w czasie wojny”.

## Ordery i odznaczenia
W czasie służby w armii rosyjskiej otrzymał:
- Order Świętego Jerzego 4 stopnia – 12 stycznia 1915,
- Order Świętego Włodzimierza 4 stopnia z mieczami i kokardą – 29 marca 1916,
- Order Świętego Stanisława 2 stopnia z mieczami – 22 stycznia 1917,
- Order Świętej Anny 3 stopnia z mieczami i kokardą – 15 listopada 1915,
- Order Świętego Stanisława 3 stopnia z mieczami i kokardą – 4 marca 1915,
- Order Świętej Anny 4 stopnia z napisem na szabli „Za odwagę” – 27 sierpnia 1916[1].